# Здание каменского мужского училища
Здание каменского мужского училища — особняк в исторической части Каменска-Уральского, Свердловской области.
Постановлением Правительства Свердловской области № 859-ПП от 28 декабря 2001 года присвоен статус памятника архитектуры регионального значения.

## Архитектура
Здание было построено в середине XIX века, данные об авторе проекта отсутствуют. В стиле здания видны «образцовые фасады», регламентированные для строительства в российских городах в первой половине XIX века.
Особняк занимает угловое положение и ограничен улицами Ленина (бывшая Большая Московская) и Коммунистической молодёжи, представляет квадратный в плане одноэтажный объём.
Южный фасад обращён на улицу Ленина и разделён на пять оконный осей. Окна цокольного этажа прямоугольные без наличников. Окна второго этажа полуциркульные в верхней части и выстраивают простой метрический ряд, в обрамлении используется профилированный архивольт, поставленный на импосты. Пространство под окнами декорировано прямоугольными филёнками, междуоконное пространство также украшено филёнками.
Восточный фасад обращён на улицу Коммунистической молодёжи и усложнён главным входом. Высокое деревянное крыльцо с деревянным ограждением и деревянным козырьком на опорах ведёт в здание. На западном фасаде композиция окон изменена и они расположены попарно. Декор идентичен уличным фасадам. фасад выполнял роль брандмауэра, поэтому решён в виде глухой стены.